# 横田紘一
横田 紘一（よこた こういち、2月2日 - ）は、日本の男性声優、俳優。アミュレート所属。ブリングアップ（2009年9月まで）、ドワンゴアーティストプロダクション（2009年10月 - 2011年3月）に所属していた。福岡県出身。

## 出演

### テレビアニメ
2004年
- 遊☆戯☆王デュエルモンスターズGX（寺岡、助手）

2005年
- 涼風（生徒、係員、測定員、取り巻き、部員、街の人々）

2006年
- 家庭教師ヒットマンREBORN!（エンゾ、係員）

2008年
- 遊☆戯☆王5D's（風馬走一 他）

2009年
- クッキンアイドル アイ!マイ!まいん!（青年妖精）

2011年
- 星空へ架かる橋（教師A）

2013年
- COPPELION（陸上自衛官、第三師団隊員、ステルス乗員、パイロット、第一師団隊員）

2016年
- ナゾトキネ（川下駒造）

2017年
- アイドル事変（筧）
- CHAOS;CHILD（老人、研究員A）

2018年
- シュタインズ・ゲート ゼロ（司令、医者、ウェイター、工作員）

2020年
- 異常生物見聞録（工員B）

### 劇場アニメ
- アジール・セッション（2009年）
- 10thアニバーサリー 劇場版 遊☆戯☆王 〜超融合!時空を越えた絆〜（2010年、ジャンク・ガードナー）
- 台風のノルダ（2015年、ラジオの音声）
- HUMAN LOST 人間失格（2019年）

### OVA
- 東京喰種トーキョーグール【JACK】（2015年、警官）
- 東京喰種トーキョーグール【PINTO】（2015年、男子生徒）

### Webアニメ
- 星空キセキ（2006年、部下）

### ゲーム
2008年
- -atled-（松島晃司）

2009年
- 断罪のマリア（ヴェガ）
- Distance（東郷薪人）
- 遊☆戯☆王ファイブディーズ タッグフォース4（一般キャラクター）

2010年
- 維新恋華 龍馬外伝（久坂玄瑞）
- エースコンバットX2 ジョイントアサルト
- 絶対ヒーロー改造計画（ジャン・ノワール）
- 絶対迷宮グリム 〜七つの鍵と楽園の乙女〜（狼、ヴァンデラー、ゴールドドラゴン、ハインリヒ）
- 遊☆戯☆王ファイブディーズ タッグフォース5（一般キャラクター）

2011年
- 絶対迷宮グリム 〜七つの鍵と楽園の乙女〜 DIRECTORS CUT（狼、ヴァンデラー、ゴールドドラゴン、ハインリヒ）
- BEYOND THE FUTURE - FIX THE TIME ARROWS -（カイエン）
- 遊☆戯☆王ファイブディーズ タッグフォース6（一般キャラクター）

2012年
- 断罪のマリア 〜ラ・カンパネラ〜（ヴェガ）

2013年
- 英国探偵ミステリア（ホームズ父）
- 断罪のマリア Complete Edition（ヴェガ）
- DISORDER6

2015年
- 超次元大戦 ネプテューヌVSセガ・ハード・ガールズ 夢の合体スペシャル
- 夢王国と眠れる100人の王子様（アルフレッド）
- ヘルファイアラジオ（花梨エンターテイメント：2008年10月 - 2010年1月）
- 思い出喫茶ヴォヤージュ（花梨エンターテイメント：2009年3月 - ）
- おとぎラジオ（花梨エンターテイメント：2010年2月 - ）

2016年
- ゆのはなSpRING!〜Cherishing Time〜（葛城清隆）

### ドラマCD
- 少年王女 ドラマCD第1巻・第2巻（メルチョー[5][6]）

### 音楽CD
- 断罪のマリア キャラクターソングアルバム gran jubilee vol.2 迷宮の子羊編／「砂漠の薔薇〜キズノ勲章〜」（ヴェガ）

### パチスロ
- 秘宝伝シリーズ（秘宝伝〜封じられた女神〜以降）のレギュラー（ハルト）